# Джон Бойн
Джон Бойн (на английски: John Boyne) е ирландски писател, автор на произведения в жанровете съвременен роман, исторически роман и юношеска литература.

## Биография и творчество
Роден е на 30 април 1971 г. в Дъблин, Ирландия. Завършва английска филология с бакалавърска степен в Тринити Колидж в Дъблин. През 1996 г. получава магистърска степен по творческо писане в Университета на Източна Англия в Норуич, където учи при писателя Малкълм Бредбъри.
След дипломирането си в периода 1996-1999 г. работи в кантората на книжарници „Waterstone“ в Дъблин, а в периода 1999-2000 г. е в централата в Лондон. От 2000 г. се посвещава на писателската си кариера.
Първият му разказ е публикуван през 1993 г. и е удостоен с награда „Хенеси“, а първият му роман „The Thief of Time“ е издаден през 2000 г.
Става известен с романа си за юноши „Момчето с раираната пижама“, който дава различен поглед за времето на Холокоста, през призмата на 9-годишния Бруно – син на офицер, един от любимците на Хитлер. Романът става бестселър №1 на „Ню Йорк Таймс“. През 2008 г. е екранизиран в едноименния филм с участието на Аса Бътърфийлд, Дейвид Тюлис, Вера Фармига и Рупърт Френд.
Произведенията на писателя са издадени на над 50 езика по света.
Заедно с писателската си кариера преподава творческо писане в Университета на Източна Англия и в Ирландския писателски център. През 2015 г. е удостоен със званието „доктор хонорис кауза“ от Университета на Източна Англия. Участва в журито за наградите „Хенеси“ и Международната литературна награда IMPAC. Бел е председател на журито за наградата „Скуаибанк Джилър“ за 2015 г.
Джон Бойн живее със семейството си в Дъблин.

## Произведения

### Самостоятелни романи
- The Thief of Time (2000)
- The Congress of Rough Riders (2001)
- Crippen (2004)
- The Boy in the Striped Pyjamas (2006)
Момчето с раираната пижама, изд.: „Интенс“, София (2009), прев. Иглика Василева
- Next of Kin (2006)
- Mutiny on the Bounty (2008)
- The House of Special Purpose (2009)
- Noah Barleywater Runs Away (2010)
- The Absolutist (2011)
- The Terrible Thing That Happened to Barnaby Brocket (2012)
- This House is Haunted (2013)
- Stay Where You Are And Then Leave (2013) – награда за мир „Густав Хайнман“ (2015)
- A History of Loneliness (2014)
- The Boy at the Top of the Mountain (2015)
- The Heart's Invisible Furies (2017)

### Общи серии с други писатели

#### Серия „Отворена врата 6“ (Open Door Series 6)
- The Second Child (2008)

от серията има още 7 романа от различни автори

#### Серия „Бързо четене“ (Quick Reads 2009)
- The Dare (2009)

от серията има още 6 романа от различни автори

#### Серия „Отвъд звездите“ (Beyond the Stars)
- The Brockets Get a Dog (2014)

от серията има още 6 романа от различни автори

### Сборници
- From the Republic of Conscience (2009) – с Мейв Бинчи, Джон Конъли, Роди Дойл, Шеймъс Хийни, Дженифър Джонстън, Нийл Джордан, Колъм Маккан, Франк Маккорт и Колм Тойбин
- The Great War (2015) – с Дейвид Олмънд, Трейси Шевалие, Урсула Дубосарски, Тимотей Де Фомбеле, Аделе Герас, А. Л. Кенеди, Майкъл Морпурго, Маркъс Седювик, Таня Лий Стоун и Шийна Уилкинсън
- Beneath the Earth (2015)

### Разкази
- Eleanor (2015)

### Екранизации
- 2008 Момчето с раираната пижама, The Boy in the Striped Pyjamas – по романа
- 2011 The Telegram Man – късометражен